# Bolivard Gomes de Assumpção
Bolivard Gomes Assumpção (Nova Iguaçu, 11 de junho de 1924 – Rio de Janeiro, 5 de agosto de 1984), mais conhecido como “Dr. Bolivar”, foi um médico e político brasileiro

## Formação e carreira política
Formou-se em Medicina, pela Faculdade Nacional de Medicina da Universidade do Brasil (atual UFRJ), no ano de 1952.

### Vereador
Foi eleito pela primeira vez vereador nas eleições de 1962, ocupando a presidência da Câmara entre os anos de 1963 e 1964. Conquistou a reeleição ao cargo de vereador nas eleições de 1966.

#### Prefeito
Foi eleito prefeito da cidade de Nova Iguaçu, nas eleições de 1970, tendo sido o 25º prefeito iguaçuano.

##### Deputado estadual
Em 1974, candidatou-se ao cargo de deputado estadual pelo Estado do Rio de Janeiro. Obteve 5.675 votos, ficando como suplente.

## Vida pessoal
Nascido a 11 de junho de 1924, em Nova Iguaçu/RJ, Bolivard Gomes Assumpção foi o sexto filho do agricultor Francisco Gomes Assumpção e de D. Marietta da Cunha Assumpção, ambos ex operários da Companhia Têxtil Brasil Industrial, Paracambi. Casou-se com Lygia Maria Dutra Assumpção, em 20 de maio de 1960. Juntos, tiveram quatro filhos, Bolivar Dutra Assumpção, Kátia Dutra Assumpção, Luiz Felipe Dutra assumpção e Luiz Henrique Dutra Assumpção.
Bolivard Gomes Assumpção, o “Dr. Bolivar”, nasceu e cresceu no atual bairro Ponto Chic, em Nova Iguaçu. Com 12 anos de idade começou a trabalhar na empresa Western, entregando correspondências no Centro da Cidade do Rio de Janeiro. Posteriormente, contando com o apoio da família, sobretudo de seus pais, conseguiu continuar estudando e concluiu a educação básica no Colégio Arte e Instrução, em Cascadura na década de 1940. Foi, nessa época, colega de turma do ator e comediante Jorge Loredo, o famoso “Zé Bonitinho”.
Dando prosseguimento aos seus estudos, Bolivard conseguiu ingressar na Faculdade Nacional de Medicina, da Universidade do Brasil (atual UFRJ), situada à época em prédio na Praia Vermelha, zona sul do Rio de Janeiro. Apesar das dificuldades, formou-se médico em 1952, sendo chamado pela população mais humilde de Nova Iguaçu de Dr. Bolivar, “O médico dos pobres”.
O Dr. Bolivar atuou como médico em diversos bairros de Nova Iguaçu, dentre os quais se destacam Ponto Chic, Juriti, Morro Agudo, Carmary e Posse (local em trabalhou nos últimos anos em que clinicou).
Em 1980, foi diagnosticado com enfisema pulmonar. Lutou contra a doença por quatro anos, vindo a falecer na Policlínica Geral do Rio de Janeiro, em 5 de agosto de 1984, aos 60 anos de idade.

## Realizações
- Grupo Escolar Francisco Assumpção (atual Colégio Estadual Francisco Assumpção), no bairro Ponto Chic, em terras doadas por seu pai;
- Escola Maria Elizabet Lídia, no bairro Cobrex, a primeira instituição de ensino do bairro;
- Escola Municipal Herbert Moses, no bairro Cobrex em N. Iguaçu
- Escola Municipal Estanislau Ribeiro do Amaral, no bairro Cerâmica, em N. Iguaçu[5].
- Escola Municipal Marechal Mascarenhas de Morais, no bairro Santa Eugênia, em N. Iguaçu.
- Escola Municipal Adrianópolis, no bairro Adrianópolis, em N. Iguaçu.
- Escola Municipal Presidente Costa e Silva.
- Escola Municipal Ornélia Lippi Assumpção, no bairro Vila Iracema, em Nova Iguaçu
- Escola Municipal Oscar Weischenk, em Queimados.
- Escola Municipal Dr. Manoel Reis, em Edson Passos – Mesquita.
- Construção da “Passarela Caracol”, no centro de Nova Iguaçu[6].
- Praça São Jorge, no bairro Carmary.
- Praça Pedro Gomes Assumpção (atual Praça Barão de Tinguá), em Tinguá.
- Praça Olavo Bilac, em Engenheiro Pedreira, em Japeri.
- Praça Evaristo Lobato, em Comendador Soares.
- Praça Getúlio Moura (atual Praça Francisco Assumpção), no bairro Ponto Chic.
- Praça do Alto da Posse, no bairro Posse, em Nova Iguaçu.
- Ponte do Abê, na rua C, no bairro Carmary, em Nova Iguaçu.
- Alargamento e terraplanagem do Morro da Moenda, no bairro Cacuia, em N. Iguaçu.
- Galeria sobre o rio Toicinho, no bairro Cacuia, em N. Iguaçu.
- Iluminação pública na Posse, Estrada do Ambaí até a rua D. Benedita.
- Ponte nova da Posse.
- Calçamento da rua Geni Saraiva, ligando os bairros Três Corações, P. Chic e Cerâmica.
- Projeto para calçamento e iluminação pública da Estrada Luiz de Lemos até Miguel Couto.
- Calçamentos da Av. Tinguá (rua da Feira) e da rua Pedro Jorge (rua do antigo parque), em Queimados.
- Calçamento da Rua Emílio Gadagny, no Centro de Mesquita.
- Duplicação da Av. Getúlio Moura, ligando Nova Iguaçu a Mesquita.